# اسپرانزا، سلطان کودرت
اسپرانزا، سلطان کودرت (به لاتین: Esperanza, Sultan Kudarat) یک منطقهٔ مسکونی در فیلیپین است که در سلطان قدرت واقع شده‌است.

## خصوصیات
اسپرانزا ۳۲۴٫۲۹ کیلومترمربع مساحت دارد.